# Otec a synové
Otec a synové (v originále Père et Fils) je francouzsko-kanadský hraný film z roku 2003, který režíroval Michel Boujenah. Snímek měl světovou premiéru na filmovém festivalu v Cannes dne 16. května 2003.

## Děj
Léo je svými třemi syny Davidem, Maxem a Simonem zanedbáván. Má strach, že zemře dřív, než se jeho synové Max a David, kteří spolu už několik let nepromluvili, opět usmíří. Proto si vymyslí, že je vážně nemocný, aby je donutil vydat se s ním do Quebecu.

## Obsazení
| Philippe Noiret       | Léo Serrano        |
| Charles Berling       | David Serrano      |
| Pascal Elbé           | Simon Serrano      |
| Bruno Putzulu         | Max Serrano        |
| Marie Tifo            | Mado               |
| Geneviève Brouillette | Hélène             |
| Pierre Lebeau         | Jacques            |
| Jacques Boudet        | Joseph, Léův bratr |
| Matthieu Boujenah     | Julien             |
| Céline Thiou          | Martine            |
| Eva Saint-Paul        | Francine           |
| Franck Giordanengo    | motorkář           |
| Nathalie Dherbey      | zdravotní sestra   |
| Joseph Malerba        | Eric               |

## Ocenění
César: nominace v kategoriích nejlepší filmový debut (Michel Boujenah) a nejslibnější herec (Pascal Elbé)